# Powstanie szekinskie
Powstanie szekinskie (ros. Шекинское восстание) – antysowieckie wystąpienie zbrojne w północnym Azerbejdżanie wiosną-latem 1930 roku.
W kwietniu 1930 w wiosce Baş Göynük w rejonie szekinskim doszło do wybuchu powstania skierowanego przeciwko reżimowi sowieckiemu w Azerbejdżanie. Na jego czele stanął Bahram-bek Hasym-bek ogły Nabibekow, były pułkownik Sił Zbrojnych Demokratycznej Republiki Azerbejdżanu, który po zajęciu kraju przez wojska bolszewickie w kwietniu 1920 roku, został komisarzem wojennym rejonu szekinskiego. Powstańcy podjęli natarcie na pobliskie miasto Szeki. Jego mieszkańcy przeszli na stronę powstania. Powstanie w krótkim czasie ogarnęło okoliczne tereny. Liczebność sił powstańczych doszła do ok. 10 tys. ludzi. W szczytowym momencie powstańcy panowali nad obszarem ośmiu okręgów północnego Azerbejdżanu. Doprowadziło to do szybkiej reakcji władz sowieckich, które zgromadziły duże siły wojskowe Armii Czerwonej, po czym skierowały je przeciwko powstańcom. Już po trzech dniach czerwonoarmiści odzyskali Szeki, rozbijając główne wojska powstańcze. Reszta wycofała się w górzyste rejony, prowadząc walkę partyzancką. W jednym ze starć z Armią Czerwoną w rejonie wsi Bideyiz w lipcu 1930 roku zginął Bahram-bek Hasym-bek ogły Nabibekow. Doprowadziło to do rozpuszczenia ostatnich oddziałów powstańczych.